# Kalinawaje
Kalinawaje (biał. Калінавае; ros. Калиновое; hist.: Błoszniki) – wieś na Białorusi, w obwodzie witebskim, w rejonie miorskim, w sielsowiecie Jazno.
Siedziba parafii prawosławnej pw. św. Mikołaja Cudotwórcy (w dekanacie głębockim eparchii połockiej i głębockiej Egzarchatu Białoruskiego Patriarchatu Moskiewskiego).
Do 1964 wieś nosiła nazwę Błoszniki.

## Historia
W czasach zaborów miasteczko w gminie Jazno, w powiecie dzisieńskim, w guberni wileńskiej Imperium Rosyjskiego. Pod koniec XIX wieku należało Korsaka.
W latach 1921–1945 Błoszniki leżały w Polsce, w województwie wileńskim, w powiecie dziśnieńskim, w gminie Jazno.
Według Powszechnego Spisu Ludności z 1921 roku zamieszkiwało tu 211 osób, 8 było wyznania prawosławnego, 163 prawosławnego a 40 mojżeszowego. Jednocześnie 108 mieszkańców zadeklarowało polską przynależność narodową, 53 białoruską, 40 żydowską a 10 rosyjską. Było tu 37 budynków mieszkalnych. W 1931 w 34 domach zamieszkiwało 192 osoby.
Wierni należeli do parafii rzymskokatolickiej w Jaźnie i miejscowej prawosławnej. Miejscowość podlegała pod Sąd Grodzki w Dziśnie i Okręgowy w Wilnie; właściwy urząd pocztowy mieścił się w Jaźnie.
W wyniku napaści ZSRR na Polskę we wrześniu 1939 miejscowość znalazła się pod okupacją sowiecką. 2 listopada została włączona do Białoruskiej SRR. Od czerwca 1941 roku pod okupacją niemiecką. W 1944 miejscowość została ponownie zajęta przez wojska sowieckie i włączona do obwodu witebskiego Białoruskiej SRR.
Od 1991 w składzie niepodległej Białorusi.

## Zabytki
- Cerkiew św. Mikołaja Cudotwórcy – wybudowana w latach 1900–1912, parafialna.